# Edward Sapir
Edward Sapir (1884–1939), lingüista i antropòleg estatunidenc, fou una figura cabdal en la institucionalització de la lingüística i l'antropologia als Estats Units i al Canadà.

## Infantesa
Edward Sapir va néixer el 26 de gener de 1884 a Lauenburg in Pommeren aleshores a la província de Pomerània a Prússia, des de 1945 a Polònia. Els Sapir eren jueus lituans que parlaven jiddisch. El pare, Jacob David Sapir, era cantaire i auxiliar en els oficis religiosos de la sinagoga. Aquesta activitat obligava la família a canviar sovint de residència. El 1890 la família es va establir als Estats Units, primer a Richmond a l'estat de Virgínia i després a Nova York, on vivien en la pobresa i es mantenien gràcies a la petita merceria que sa mare, Eva Seagal Sapir, regentava.

## Formació
Gràcies als excel·lents resultats escolars, va rebre una beca que li va permetre cursar estudis secundaris i accedir a la Universitat de Colúmbia. Hi va estudiar filologia germànica i lingüística comparada i hi entrà en contacte amb l'antropologia cultural i Franz Boas, la figura intel·lectual que va influir molt en la seva carrera. Interessat per l'antropologia va fer treball de camp i a immergir-se en l'estudi de les llengües ameríndies, interès que ja no abandonaria en tota la seva vida.
Va fer treball de camp amb les comunitats chinook, takelma i shasta costa, n'elaborà gramàtiques i presentà la seva tesi doctoral sobre la llengua takelma. El 1907, se'n va anar a Califòrnia per estudiar la llengua yana a petició de l'antropòleg boasià Alfred Kroeber. El 1908 obtingué una plaça docent a la Universitat de Pennsilvània, on va ensenyar etnologia i lingüística ameríndia. En aquesta època també feu treball de camp i estudià les llengües catawba, ute i paiute.

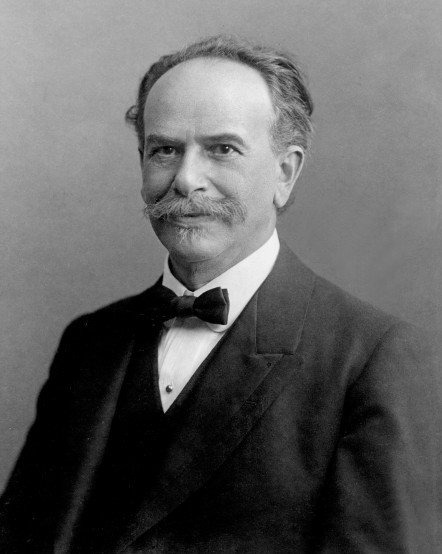
Franz Boas

## Ottawa
El 1910 va acceptar una oferta del Canadian Geological Survey d'Ottawa per a fer recerca en l'àmbit dels pobles amerindis i d'assentar les bases de l'antropologia acadèmica al Canadà, ja que la disciplina no hi estava tan institucionalitzada com als Estats Units. S'instal·là al Canadian Museum of History i en aquells anys assolí la maduresa i la independència personal i professional. Creà la Divisió Antropològica d'acord amb el model i el programa boasià, organitzà exposicions etnològiques, recopilà objectes de la cultura material ameríndia, formà investigadors en antropologia lingüística i ell mateix va fer treball de camp amb els nootka. Durant aquells anys els seus interessos s'ampliaren cap als
camps de l'estètica, la psicologia i les relacions entre cultura i personalitat. L'havien encarrega d'elaborar un mapa dels pobles indígenes i, fruit d'un vast treball comparatiu, va elaborar la famosa classificació de les llengües ameríndies en sis famílies. A Ottawa va escriure la seva única obra adreçada a una audiència general, Language: An Introduction to the Study of Speech, de 1921, que ha esdevingut un clàssic de la literatura lingüística. També va participar en la vida pública del país, com els altres antropòlegs boasians. Va actuar a favor dels drets socials i culturals dels pobles indígenes en diverses controvèrsies, també en contra de la prohibició del potlatch.

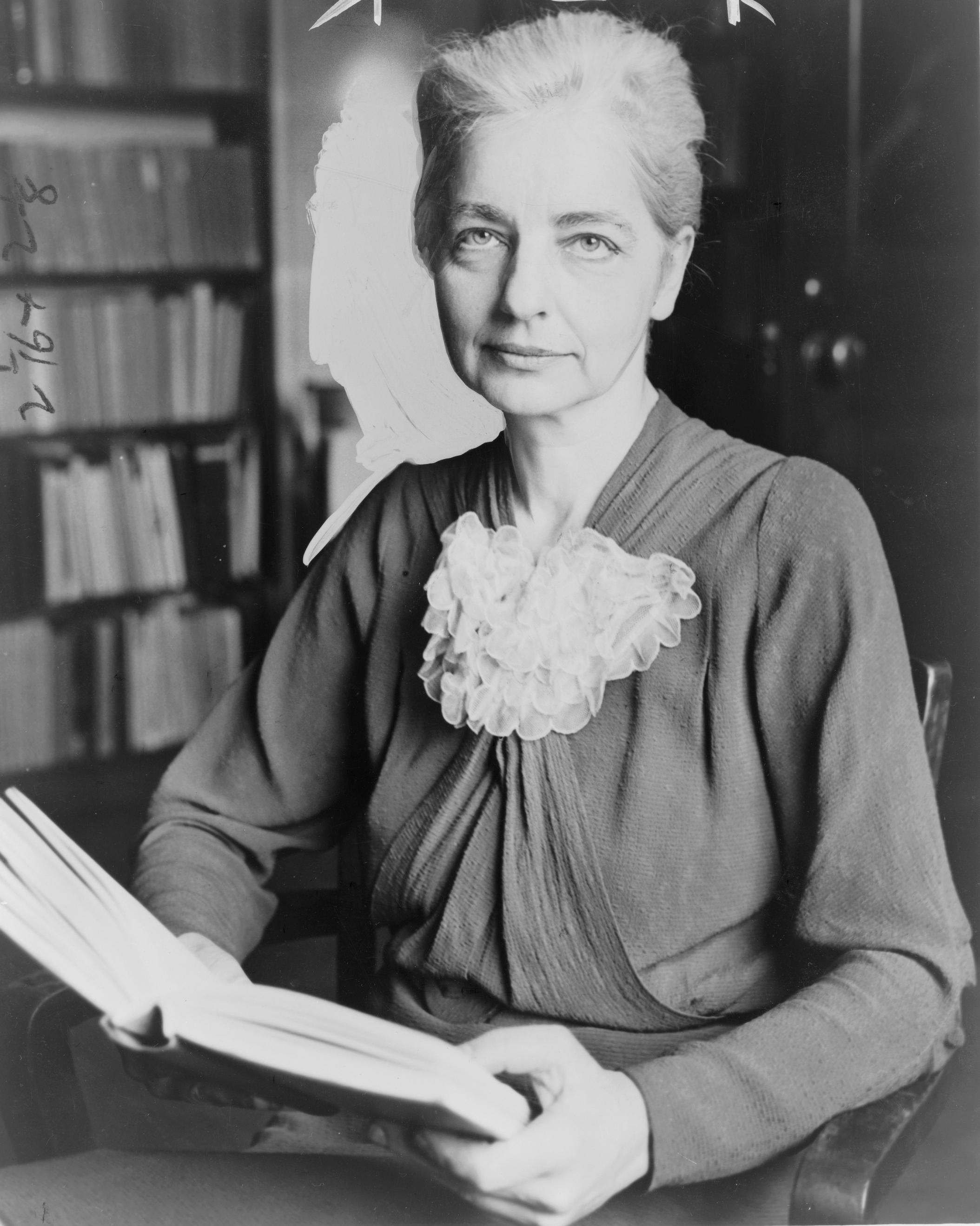
Ruth Benedict

## Vida personal
Es va casar amb una cosina segona per part de pare, Florence Delson, també jueva, lituana i culta. Van tenir tres fills: Herbert Michael (1913), Helen Ruth (1914) i Philip (1916). El 1921, Florence va emmalaltir i va morir el 1924. En l'etapa canadenca, Sapir també cultivà la poesia, una de les seves grans passions, i publicà alguns poemes amb pseudònim. Durant aquests anys va tenir una estreta relació amb Ruth Benedict, una antropòloga i deixeble de Boas. Els unia l'interès per les relacions entre cultura, estètica i personalitat i, sobretot, l'afecció d'ambdós a la poesia. A més a més, Benedict acudí a Ottawa per ajudar la família durant la malaltia de Florence. La relació, molt intensa en alguns moments, no passà del pla intel·lectual i poètic i es va refredar, sobretot per mor del puritanisme moral en qüestions de gènere per part de Sapir. Més tard, Sapir va tenir una breu aventura amb Margaret Mead, al seu torn deixeble i amant de Ruth Benedict, però es va interrompre quan Mead se'n va anar a fer treball de camp a Samoa i del segon matrimoni de Sapir.

## Chicago
Després d'enviudar, va acceptar una oferta per anar a Chicago i va abandonar el Canadà el 1925. A la Universitat de Chicago, en una etapa de molta activitat acadèmica i intel·lectual, es va dedicar a la formació d'estudiants en lingüística ameríndia. Coincidí amb Leonard Bloomfield, l'altra gran figura de la lingüística americana de la primera meitat del segle xx, també germanista i estudiós de les llengües ameríndies. El 1926 es casà en segones núpcies amb Jean Victoria McClenaghan, canadenca, amb qui va tenir dos fills més: Paul Edward (1928) i James David (1932).

## Yale
El 1931, es vinculà a la Universitat Yale, a New Haven a l'estat de Connecticut. Hi fundà el departament d'antropologia i hi formà estudiants en lingüística ameríndia. Entre els seus alumnes cal destacar Benjamin Lee Whorf (1897-1941), conegut per les seves idees sobre el determinisme lingüístic, i Harry Hoijer (1904-1976), que batejaria les idees de Whorf amb el nom d'hipòtesi de Sapir-Whorf.
Edward Sapir va morir el 1939 a New Haven, a l'edat de cinquanta-cinc anys, després d'una sèrie d'atacs de cor.

## Contribucions a la lingüística
Sapir fou una figura cabdal en la institucionalització acadèmica i la professionalització de la lingüística als Estats Units. Aquest procés es bastí sobre la base de la filologia germànica i l'antropologia americanista, justament les dues especialitats tant de Sapir com de Leonard Bloomfield. Va participar en la fundació de la Linguistic Society of America el 1925 i en la seva revista, Language, i també fou director de la International Auxiliary Language Association (1930-1931). Les seves contribucions teòriques més destacades foren en el camp de la lingüística ameríndia, en què feu descripcions gramaticals de diverses llengües i establí la classificació en sis famílies de les llengües indígenes, i en la divulgació lingüística gràcies al seu llibre Language: An Introduction to the Study of Speech (1921).
Language és una obra divulgativa, adreçada a un públic ampli, però al mateix temps és una contribució molt personal. Malgrat la brevetat, abasta la majoria dels camps de la lingüística
i alguns d'una mica més enllà: fonologia, morfologia, sintaxi, tipologia lingüística, psicologia, dialectologia, sociolingüística, història, psicologia, estètica, processos de canvi i de contactes lingüístics, cultura… Destaca per un enfocament universalista i humanista, amb una forta presència de l'autor en el text, amb una sensibilitat molt moderna i una gran consciència cívica.

### Classificació de les llengües ameríndies
Edward Sapir fou l'autor d'una classificació de les llengües ameríndies que tingué vigència durant quatre dècades. Era un expert tant en la descripció sincrònica de llengües com en la
comparació diacrònica, gràcies a la seva experiència en el treball de camp i als seus amplíssims estudis de lingüística comparativa.
A més a més, va treballar amb multitud de dades recollides per altres investigadors i tenia un temperament sintètic i multidisciplinari. Amb aquest bagatge, va emprendre la tasca de revisar la classificació de les famílies lingüístiques ameríndies aleshores vigent. Aquesta qüestió no era purament acadèmica, sinó que tenia efectes pràctics, ja que era el criteri que es feia servir, per exemple, per assignar reserves a les comunitats indígenes. La classificació en vigor era de 1891, obra de John Wesley Powell, i comprenia cinquanta-cinc llengües. Sapir proposà una classificació de sis famílies i vint-i-tres llengües.
Va publicar la seva proposta a Science el 1921, que va esdevenir un article de l'Encyclopædia Britannica. Aquesta proposta, coneguda amb el nom de les Sis Unitats, fou la canònica durant bona part del segle, fins que la lingüística moderna, completament desvinculada de l'etnologia, en feu d'altres (Lyle Campbell i Marianne Mithun el 1979 i Joseph Greenberg el 1987), tot i que sense esmenar del tot la proposta sapiriana.
Sapir també sostenia l'origen asiàtic d'almenys una de les sis famílies. És la idea coneguda com a hipòtesi indoxinesa. Hi va treballar força i es va interessar pel tibetà i per les llengües polinèsies, però no es va atrevir a publicar res explícitament per por d'una reacció desfavorable.

### La hipòtesi Sapir-Whorf
El nom de Sapir ha quedat lligat amb la polèmica teoria del relativisme lingüístic coneguda com a hipòtesi de Sapir-Whorf, força discutida en l'àmbit acadèmic. Aquesta hipòtesi sosté que el llenguatge determina el pensament: la manera de categoritzar la realitat i, per tant, la conceptualització que se'n fa depenen de cada llengua particular. És a dir, la llengua delimita les condicions mateixes del coneixement: què es pot pensar i de quina manera. És doncs un determinisme lingüístic del pensament i, alhora, un relativisme cultural extrem, que comportaria una incommensurabilitat del pensament entre comunitats lingüístiques i que suposa dur a l'extrem les idees de Wilhelm von Humboldt i Franz Boas. Ara bé, la filiació sapiriana d'aquesta hipòtesi està en dubte, tant en el sentit literal com en l'intel·lectual. Whorf hi fa un salt de la constatació que la llengua que parlem influeix el nostre pensament, a l'afirmació categòrica que determina completament el nostre pensament.
Sapir no s'hi va implicar, ja que Benjamin Lee Whorf va elaborar la seva teoria durant la malaltia del mestre i la va publicar un cop mort aquest. És un fet contrastat que Sapir ni la conegué ni, per tant, va subscriure-la o rebatre-la. Whorf la va publicar a l'article «The Relation of Habitual Thought And Behavior to Language», un article panegíric de 1939 dedicat a Sapir. A més a més, Whorf també morí prematurament poc després de Sapir, sense poder defensar la tesi ni aclarir-ne la filiació. De fet, el nom d'hipòtesi Sapir-Whorf fou encunyat molt després de la mort de Whorf: concretament el 1954, per Harry Hoijer, un alumne de Whorf. La seqüència genealògica de la teoria, doncs, és la següent: Whorf publicà la seva proposta un cop mort Sapir, i Hoijer la batejà un cop mort Whorf. En tots dos casos, a més, les aportacions es van fer en homenatges pòstums als difunts.

#### Filiació intel·lectual
Sapir havia tractat la qüestió de manera tangencial i havia suggerit opinions contradictòries segons el problema que tractés: tant l'autonomia del llenguatge respecte de la cultura com la dependència o el condicionament apareixen en les seves obres. El text de Sapir que es sol prendre com a germen de la hipòtesi és un fragment de l'article «Conceptual categories in primitive languages», en què afirma que el llenguatge esdevé un sistema conceptual que condiciona tota experiència, i que les categories gramaticals són imposades a la realitat «per la pressió tirànica que la forma lingüística exerceix respecte de la nostra orientació vers el món. En la mesura en què les llengües discrepen àmpliament en la seva sistematització dels conceptes fonamentals, tendeixen a ser només remotament equivalents entre si com a mecanismes simbòlics i són, de fet, incommensurables.».
D'altra banda, en altres textos, com a El llenguatge mateix, sosté l'autonomia del llenguatge respecte de la cultura. Així, considera que la llengua és tan sols la «vestidura formal» dels pensaments i dels sentiments: «és fàcil de demostrar que la llengua i la cultura no estan intrínsecament associades. Llengües totalment inconnexes comparteixen una cultura, llengües íntimament relacionades —fins i tot una sola llengua— pertanyen a esferes culturals diferents». En el mateix llibre, tracta força directament la qüestió del determinisme lingüístic i sembla refutar-lo: «És impossible de demostrar que la forma d'una llengua tingui la més petita connexió amb el temperament nacional». «Tampoc no puc creure que la cultura i la llengua estiguin causalment relacionades en cap sentit real».

#### Les opinion crítiques
Els historiadors de la lingüística no coincideixen a relacionar el pensament de Sapir i la hipòtesi Sapir-Whorf, encara que sí que tendeixen a desvincular-lo de la formulació amb què s'ha popularitzat. Així, Jesús Tuson Valls en algun moment atribueix una concepció forta a Whorf i una d'atenuada a Sapir, i en d'altres l'en desvincula. Per Robins, en canvi, la hipòtesi ja era present en essència en les idees de Sapir (i en les de Johann Gottfried Herder i Humboldt). Regna Darnell, biògrafa de Sapir, constata que havia sostingut punts de vista diferents segons el focus del seu interès, no tanca del tot la qüestió i diu que cal més recerca. En general, doncs, el pensament de Sapir no fou prou unitari per extreure'n una conclusió taxativa en aquest punt.
La hipòtesi fou sotmesa a dures crítiques des de l'àmbit acadèmic, i fou bandejada del tot amb el triomf del paradigma universalista proposat per Chomsky. Això no obstant, a la darreria dels anys vuitanta del segle xx, quan va sorgir la lingüística cognitiva, hi ha hagut certa reivindicació del relativisme lingüístic per part d'autors com Lakoff, Gumperz, Levinson o Slobin.

## Obres principals

### Llibres
- Wishram texts, together with Wasco tales and myths.  Leiden: E.J. Brill, 1909. ISBN 0-404-58152-8. amb Jeremia Curtin
- Yana texts..  Berkeley: Nabu Press, 2010. ISBN 1-177-11286-8.
- Language: An introduction to the study of speech. traduït al català per Hortènsia Curell Gotor:  El llenguatge (en català, traduït de l'anglès).  Barcelona: Empúries. ISBN 978-84-7596051-7.
- Nootka texts : tales and ethnological narratives, with grammatical notes and lexical materials. reedició 1978.  Nova York: AMS Press, 1939. ISBN 0-404-11893-3.
- Mandelbaum, D. (ed.). Selected writings in language, culture and personality;.  Berkeley,: University of California Press, 1949. ISBN 0-520-01115-5.

### Assaigs i articles
- «The Function of an International Auxiliary Language». Romanic Review, 7-1925.
- «The problem of noun incorporation in American languages». American Anthropologist, New Series, Vol. 13, 2, abril-juny 1911, pàg. 250-282.
- Time Perspective in Aboriginal American Culture: A Study in Method.  Ottawa: Canada Department of Mines, Geological Survey, 1916 (Memoir núm. 90. Anthropological Series, núm 13.).